# Mantineia
Mantineia (franska: Mantinée) är en fornlämning i Grekland.   Den ligger i prefekturen Arkadien och regionen Peloponnesos, i den södra delen av landet, 120 km väster om huvudstaden Aten. Mantineia ligger 629 meter över havet.
Terrängen runt Mantineia är kuperad åt sydost, men åt nordväst är den bergig.Runt Mantineia är det glesbefolkat, med 17 invånare per kvadratkilometer. Närmaste större samhälle är Tripoli, 12,1 km söder om Mantineia. Trakten runt Mantineia består till största delen av jordbruksmark.